# Baja Sajonia
Baja Sajonia (en alemán: Niedersachsen, pronunciado /ˈniːdɐˌzaksn̩/ (escucharⓘ); en bajo alemán: Neddersassen; en frisón de Saterland: Läichsaksen) es uno de los dieciséis estados federados de Alemania. Su capital es Hannover. Limita al norte con el mar del Norte, el río Elba y los estados de Schleswig-Holstein, Hamburgo, Brandeburgo y Mecklemburgo-Pomerania Occidental, al este con Sajonia-Anhalt, al sur con Turingia y Hesse, al oeste con Renania del Norte-Westfalia y los Países Bajos, y con el enclave de Bremen.
Tiene una población de cerca de ocho millones de habitantes repartidos sobre una superficie de 47 618 km². Se trata del segundo estado federado más extenso del país, tras Baviera, y del cuarto en población. En algunas zonas rurales se sigue hablando todavía el bajo alemán o bajo sajón (Plattdüütsch), y, en el distrito de Cloppenburg, el frisón oriental (Seeltersk).

## Historia

### Historia regional antes de la fundación de Baja Sajonia

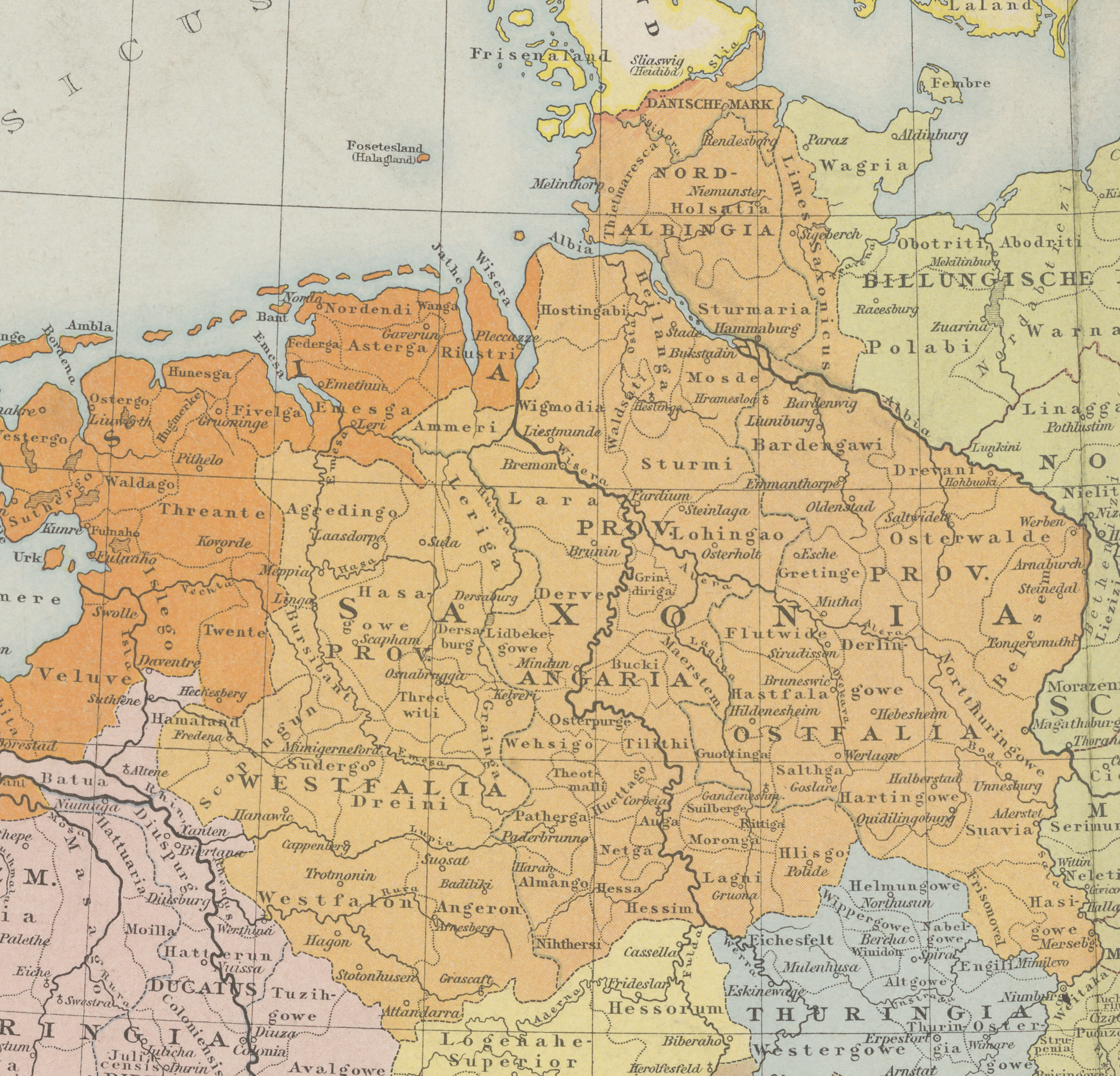
El ducado de Sajonia alrededor del año 1000

Círculos imperiales a comienzos del. En rojo: el Círculo de Baja Sajonia, en marrón claro: el Círculo de Baja Renania-Westfalia

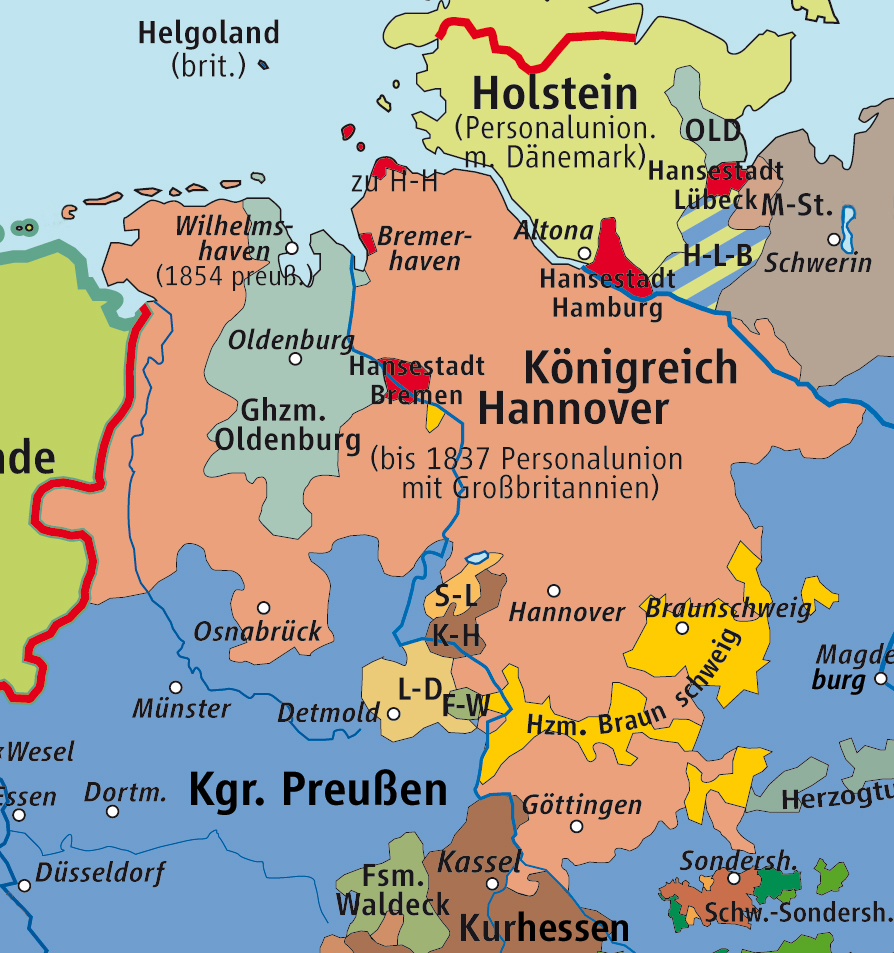
Reino de Hannover (1815–1866), ducado de Brunswick, Gran Ducado de Oldemburgo y el principado de Schaumburg-Lippe en el

El nombre de Sajonia deriva del de la tribu germánica de los sajones. Antes del período medieval tardío, hubo un solo ducado de Sajonia. El término "Baja Sajonia" se usó después de la disolución del ducado raíz a finales del siglo XIII para diferenciar las partes del antiguo ducado gobernadas por la Casa de Welf del Electorado de Sajonia por un lado, y del ducado de Westfalia, por el otro. Durante la Edad Media, varias ciudades de Baja Sajonia formaron parte de la Liga Hanseática.

#### Hasta el Congreso de Viena (1814-1815)
El nombre y escudo de armas del actual estado se remontan a la tribu germánica de los sajones. Durante el período de las grandes migraciones algunos de los pueblos sajones dejaron su tierra natal en Holstein alrededor del siglo III y empujaron hacia el sur cruzando el Elba, donde se extendieron por regiones escasamente pobladas en el resto de los países bajos, en lo que actualmente es el noroeste de Alemania y la parte noreste de lo que hoy en día son los Países Bajos. Desde alrededor del siglo VII los sajones habían ocupado una zona de asentamiento que se corresponde aproximadamente con el actual estado de Baja Sajonia, de Westfalia y una serie de zonas al este, por ejemplo, en lo que hoy es el oeste y el norte de Sajonia-Anhalt. La tierra de los sajones fue dividida en alrededor de 60 Gaue. Los frisios no se habían trasladado a esta región; durante siglos, conservaron su independencia en la región más al noroeste del territorio de la actual Baja Sajonia. El idioma original del pueblo de la zona de la Antigua Sajonia fue el bajo sajón, una de las variedades del idioma en el grupo de dialectos del bajo alemán.
El establecimiento de límites permanentes entre lo que más tarde se convertiría en Baja Sajonia y Westfalia empezó en el siglo XII. En 1260, en un tratado entre el arzobispado de Colonia y el ducado de Brunswick-Luneburgo las tierras reclamadas por los dos territorios se separaron una de la otra. La frontera corría a lo largo del Weser hasta un punto al norte de Niemburgo. La parte septentrional de la región Weser-Ems se colocó bajo el gobierno de Brunswick-Luneburgo.
La palabra Niedersachsen se usó por vez primera antes de 1300 en una crónica neerlandesa rimada (Reimchronik). Desde el siglo XIV se refirió al ducado de Sajonia-Lauemburgo (en oposición a Sajonia-Witemberg). Con la creación de los círculos imperiales en 1500, se distinguió un Círculo de Baja Sajonia diferente del Círculo de Baja Renania-Westfalia. Este último incluía los siguientes territorios que, en todo o en parte, pertenecen hoy al estado de Baja Sajonia: el principado episcopal de Osnabrück, el principado episcopal de Münster, el condado de Bentheim, el condado de Hoya, el principado de Frisia Oriental, el principado de Verden, el condado de Diepholz, el ducado de Oldemburgo, el condado de Schaumburg y el condado de Spiegelberg. Al mismo tiempo se hizo una distinción con la parte oriental de las viejas tierras sajonas de los principados de Alemania central más tarde llamada Alta Sajonia por razones dinásticas. (Véase también → Electorado de Sajonia, Historia de Sajonia).
Las relaciones más estrechas desde el punto de vista histórico entre los dominios del Círculo de Baja Sajonia hoy en la moderna Baja Sajonia, sobrevivieron durante siglos, especialmente desde el punto de vista dinástico. La mayoría de los territorios históricos cuya tierra queda hoy dentro de Baja Sajonia eran subprincipados de los estados güelfos medievales del ducado de Brunswick-Luneburgo. Todos los príncipes güelfos se llamaban a sí mismos duques "de Brunswick y Luneburg" a pesar de que a menudo gobernaban partes de un ducado que siempre estaba siendo dividido y reunido en la medida en que las diferentes líneas güelfas se multiplicaban o se extinguían.
A comienzos del siglo XIX, y como consecuencia de las guerras Napoleónicas, el territorio que comprende este estado pasó a formar parte de la Confederación del Rin. El Reino de Hannover y el Gran Ducado de Oldemburgo estuvieron radicados en aquella zona.

#### Hasta el final de la Segunda Guerra Mundial
A lo largo del tiempo, sobrevivieron dos grandes principados al este del Weser: el reino de Hannover y el ducado de Brunswick (después de 1866 Hannover se convirtió en una provincia prusiana; después de 1919 Brunswick se convirtió en un estado libre). Históricamente existieron lazos estrechos entre la casa real de Hannover (Electorado de Brunswick-Luneburgo) con el Reino Unido como resultado de su unión personal en el siglo XVIII.
Al oeste del río Hunte comenzó un proceso de "des-westfalianización" en 1815: Tras la caída de Napoleón, los territorios de la actual Baja Sajonia recuperaron su independencia. Después del congreso de Viena los territorios de lo que posteriormente serían las regiones administrativas (Regierungsbezirke) de Osnabrück y Aurich se transfirieron al reino de Hannover. Después de la guerra de las Siete Semanas en 1866, la zona fue anexionada por Prusia. Hasta 1946, el Gran Ducado de Oldemburgo y el principado de Schaumburg-Lippe conservaron su autoridad estatal. A pesar de todo, toda la región Weser-Ems (incluida la ciudad de Bremen) se agrupó en 1920 en una Asociación de Circunscripción de Baja Sajonia (Wahlkreisverband IX (Niedersachsen)). Esto indica que en aquella época la administración occidental de la provincia prusiana de Hannover y el estado de Oldemburgo se percibían como parte de "Baja Sajonia".
En una conferencia el 14 de septiembre de 2007, Dietmar von Reeken describió la emergencia de una "conciencia de Baja Sajonia" en el siglo XIX, cuya la base geográfica se usó para inventar un constructo territorial: las resultantes sociedades de historia local (Heimatvereine) y sus revistas asociadas rutinariamente usaron los términos "Baja Sajonia" o "Bajo Sajón" en sus nombres. A finales de la década de 1920, en el contexto de discusiones sobre una reforma del Reich, y promocionado por el movimiento de herencia local en expansión (Heimatbewegung), un conflicto de veinticinco años comenzó entre "Baja Sajonia" y "Westfalia". Apoyaban esta disputa oficiales administrativos y políticos, pero científicos centrados regionalmente de varias disciplinas se supone que alimentaron las discusiones. En los años 1930, no existía aún una verdadera Baja Sajonia, pero sí una plétora de instituciones que se llamarían a sí mismas "bajosajonas". Los motivos y argumentos en las disputas entre "Baja Sajonia" y "Westfalia" eran muy parecidas en ambos lados: intereses económicos, objetivos políticos, intereses culturales y aspectos históricos.
Los antepasados de lo que es el estado actual de Baja Sajonia fueron tierras que estaban geográficamente y, hasta cierto punto, institucionalmente interrelacionadas desde muy temprano. El condado de Schaumburg (que no debe confundirse con el principado de Schaumburg-Lippe) alrededor de las ciudades de Rinteln y Hessisch Oldendorf de hecho pertenecieron a la provincia prusiana de Hesse-Nassau hasta 1932, una provincia que también incluía amplias partes del actual estado de Hesse, incluyendo las ciudades de Kassel, Wiesbaden y Fráncfort del Meno; pero en 1932, sin embargo, el condado de Schaumburgo se convirtió en parte de la provincia prusiana de Hannover. También antes de 1945, concretamente en 1937, la ciudad de Cuxhaven había sido completamente integrada en la provincia prusiana de Hannover por la Ley del Gran Hamburgo, de manera que en 1946, cuando se fundó el estado de Baja Sajonia, sólo se necesitó fusionar cuatro estados. Con la excepción de Bremen y las zonas que fueron cedidas a la zona de ocupación soviética en 1945, todas aquellas zonas asignadas al nuevo estado de Baja Sajonia en 1946, ya se habían fusionado en la "Asociación Circunscripción de Baja Sajonia" en 1920. Los aliados destruyeron buena parte de las ciudades y la infraestructura de la región durante los bombardeos de la Segunda Guerra Mundial.

#### Tras la Segunda Guerra Mundial
Después de la Segunda Guerra Mundial, la mayor parte del noroeste de Alemania quedó en la zona de ocupación británica. El 23 de agosto de 1946, el Gobierno militar británico emitió la Ordenanza n.º 46 "En relación con la disolución de las provincias del anterior estado de Prusia en la Zona Británica y su reconstrucción como estados independientes", que inicialmente estableció el Estado de Hannover sobre el territorio de la anterior provincia prusiana de Hannover. Su ministro presidente, Hinrich Wilhelm Kopf, ya había sugerido en junio de 1945 la formación del estado de Baja Sajonia, que incluiría tanto como fuera posible de la región en el medio de la Zona Británica. Además de las regiones que realmente pasaron a ser Baja Sajonia, Kopf pidió, en un memorándum que data de abril de 1946, que se incluyera el anterior distrito prusiano de Minden-Ravensberg (por ejemplo la ciudad westfaliana de Bielefeld así como los distritos westfalianos de Minden, Lübbecke, Bielefeld, Herford y Halle), el distrito de Tecklemburgo y el estado de Lippe. El plan de Kopf se basó en definitiva en un borrador para la reforma del Imperio Alemán de finales de los años veinte, elaborado por Georg Schnath y Kurt Brüning. Las fuertes connotaciones güelfas de este borrador, según Thomas Vogtherr, no simplificaban el desarrollo de una identidad bajosajona después de 1946.
Un modelo alternativo, propuesto por los políticos de Oldemburgo y Brunswick, tenía pensado la fundación del estado independiente de "Weser-Ems", que estaría formado a partir del estado de Oldemburgo, la ciudad hanseática de Bremen y las regiones administrativas de Aurich y Osnabrück. Varios representantes del estado de Oldemburgo exigieron incluso la inclusión de los distritos hannoverianos de Diepholz, Syke, Osterholz-Scharmbeck y Wesermünde en el propuesto estado de "Weser-Ems". De la misma manera, se propuso un estado de Brunswick ampliado en el sureste para incluir el Regierungsbezirk de Hildesheim y el distrito de Gifhorn. De haber fructificado este plan, el territorio de la actual Baja Sajonia habría estado dividido entre tres estados de un tamaño más o menos parecido.
El consejo de distrito de Vechta protestó el 12 de junio de 1946 contra ser incorporado al área metropolitana de Hannover (Großraum Hannover). Si el estado de Oldemburgo iba a ser disuelto, el distrito de Vechta preferiría ser incluido en la región westfaliana. Particularmente en los distritos donde hubo un catolicismo político esta idea se difundió bastante, que Oldenburg Münsterland y el Regierungsbezirk de Osnabrück deberían formar parte de un nuevamente formado estado de Westfalia.
Desde la fundación de los estados de Renania del Norte-Westfalia y Hannover el 23 de agosto de 1946 la frontera septentrional y oriental de Renania del Norte-Westfalia ha sido en gran medida idéntica con la de la provincia de Westfalia prusiana. Solo el Estado Libre de Lippe no se incorporó a Renania del Norte-Westfalia hasta enero de 1947. Con eso la mayoría de las regiones a la izquierda del Weser superior se convirtieron en parte de Renania del Norte-Westfalia.
Al final, en el encuentro del Consejo Asesor de Zona el 20 de septiembre de 1946, la propuesta de Kopf en relación con la división de la zona de ocupación británica en tres grandes estados demostró ser capaz de obtener una mayoría. Debido a que esta división de su zona de ocupación en estados relativamente grandes también encontró el interés de los británicos, el 8 de noviembre de 1946 se emitió la Regulación n.º 55 del gobierno militar británico, en virtud de la cual se fundó el estado de Baja Sajonia con su capital en Hannover, antedatada al 1 de noviembre de 1946. El estado se formó mediante la fusión de tres estados libres: el de Brunswick, el de Oldemburgo y el de Schaumburg-Lippe con el previamente formado estado de Hannover. Pero hubo excepciones:
- En el estado libre de Brunswick, la zona oriental del distrito de Blankemburgo y el exclave de Calvörde, que pertenecían al distrito de Helmstedt pasaron a la zona de ocupación soviética y más tarde se integraron en el estado de Sajonia-Anhalt.
- En el estado de Hannover, Amt Neuhaus y las localidades de Neu Bleckede y Neu Wendischthun fueron asignadas a la zona soviética y así a la posterior Alemania oriental. No volvieron a Baja Sajonia hasta 1993.
- La ciudad de Wesermünde que entonces estaba en el Regierungsbezirk Stade fue renombrada en 1947 como Bremerhaven e incorporada al nuevo estado federal de Bremen.

Las exigencias de los políticos neerlandeses de que a los Países Bajos se les debía dar las regiones alemanas al este de la frontera germano-neerlandesa como reparaciones de guerra, se rechazaron con rotundidad en la conferencia de Londres de 26 de marzo de 1949. De hecho sólo alrededor de 1,3 km² de Baja Sajonia occidental se transfirió a los Países Bajos, en 1949.
→ Véase el artículo principal Plan Bakker-Schut.

### Historia de Baja Sajonia como estado

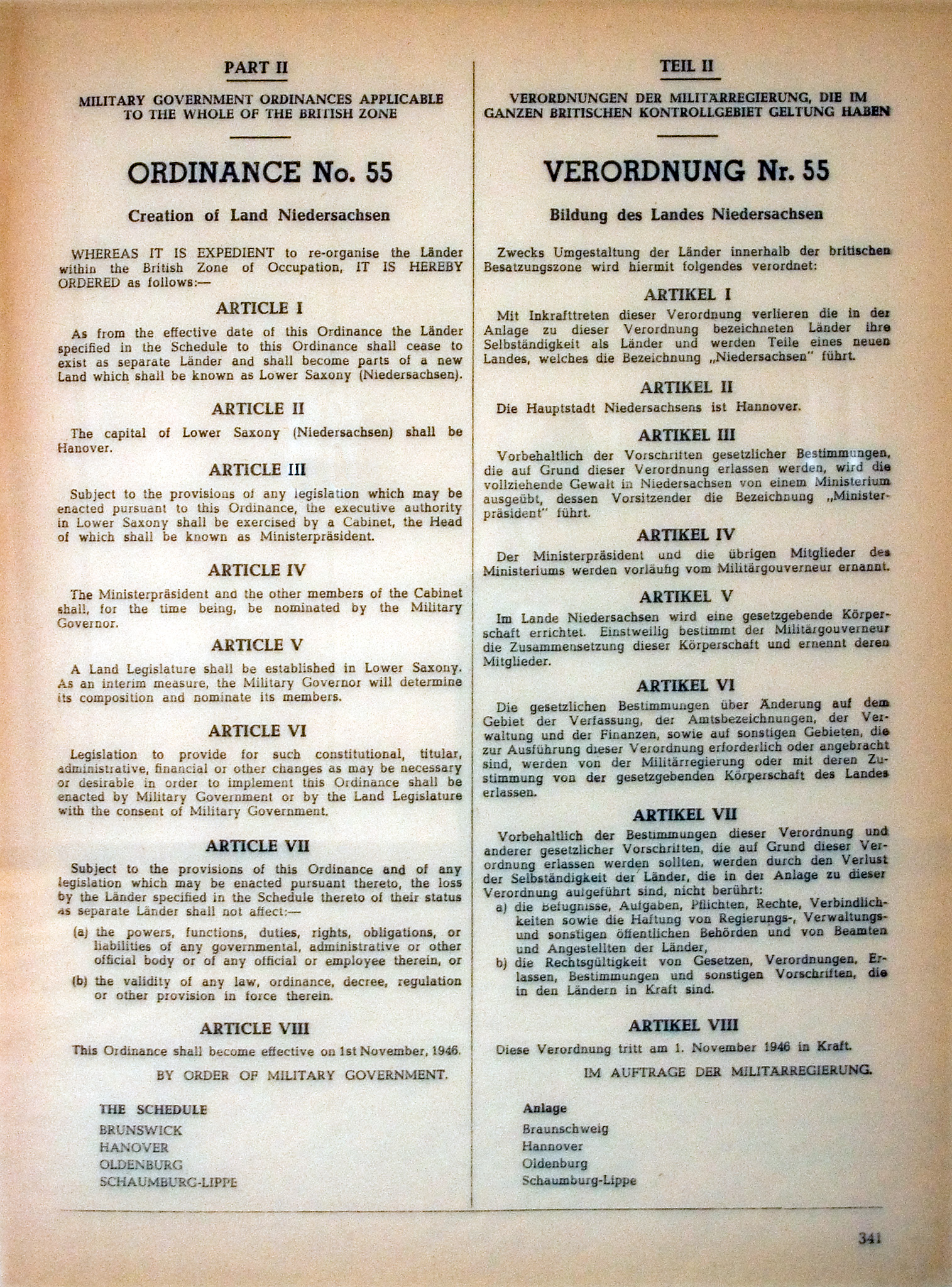
Ordenanza n.° 55 con la que el 22 de noviembre de 1946 el gobierno militar británico fundó el estado de Baja Sajonia retroactivamente al 1 de noviembre de 1946.

El primer parlamento de Baja Sajonia o Landtag se reunió el 9 de diciembre de 1946. No había sido elegido; más bien, fue establecido por la Administración de la ocupación británica (un llamado "parlamento nombrado"). Ese mismo día el parlamento eligió al social-demócrata, Hinrich Wilhelm Kopf, el anterior presidente hannoveriano (Regierungspräsident) como su primer presidente. Kopf lideró una coalición de cinco partidos, cuya tarea básica fue reconstruir las ciudades destruidas por los aliados durante la guerra. Hinrich Wilhelm Kopf permaneció – interrumpido por el período en el cargo de Heinrich Hellwege (1955-1959) – como jefe del gobierno de Baja Sajonia hasta 1961.
El problema más grande al que el primer gobierno del estado se enfrentó en el tiempo de la inmediata posguerra fue el desafío de integrar a cientos de miles de refugiados de los anteriores territorios alemanes en el este (como Silesia y Prusia Oriental), que se habían anexionado Polonia y la Unión Soviética. Baja Sajonia estaba en el extremo occidental de una vía de escape directa desde Prusia Oriental y tenía la frontera más larga con la zona soviética. El 3 de octubre de 1950 Baja Sajonia asumió la defensa de un número muy elevado de refugiados de Silesia. En 1950 faltaban aún 730.000 hogares según las cifras oficiales.
Durante el período en el que Alemania estuvo dividida el paso fronterizo de Helmstedt bajosajón resultó ser la principal arteria de transporte a Berlín Occidental y, desde 1945 hasta 1990 el punto fronterizo más activo de toda Europa.
De significado económico para el estado fue la empresa Volkswagen, que reemprendió la producción de vehículos civiles en 1945, inicialmente bajo administración británica, y en 1949 transferido a la propiedad del recién creado país de Alemania Occidental y el estado de Baja Sajonia. En su conjunto, Baja Sajonia, con sus amplias zonas rurales y pocos centros urbanos, fue durante mucho tiempo una de las zonas menos industrializadas de la república federal. En 1960, el 20% de la población trabajaba la tierra. En el resto del territorio federal la cifra era de solo 14 %. Incluso en las épocas económicamente prósperas el porcentaje de parados en Baja Sajonia suelen ser más altos que en la media de Alemania.
En 1961 Georg Diederichs asumió el cargo de ministro presidente de Baja Sajonia como el sucesor de Hinrich Wilhelm Kopf. Fue reemplazado en 1970 por Alfred Kubel. Los argumentos sobre el cementerio nuclear de Gorleben, que empezó en la época en el cargo de ministro presidente Ernst Albrecht (1976–1990), ha tenido un papel importante en la política estatal y federal desde finales de los años 1970.
En 1990 Gerhard Schröder asumió el cargo de ministro presidente. El 1 de junio de 1993 la nueva constitución de Baja Sajonia entró en vigor, reemplazando a la "Constitución provisional de Baja Sajonia" de 1951. Autoriza Referéndum y plebiscitos y establece protección medioambiental como un principio fundamental del estado.
El antiguo Amt Neuhaus hannoveriano con sus parroquias de Dellien, Haar, Kaarßen, Neuhaus (Elba), Stapel, Sückau, Sumte y Tripkau así como las localidades de Neu Bleckede, Neu Wendischthun y Stiepelse en la parroquia de Teldau y la región histórica hannoveriana en el distrito forestal de Bohldamm en la parroquia de Garlitz transferidos con efecto desde el 30 de junio de 1993 de Mecklemburgo-Pomerania Occidental a Baja Sajonia (Distrito de Luneburgo). Con estas parroquias se creó el nuevo municipio de Amt Neuhaus el 1 de octubre de 1993.
En 1998 Gerhard Glogowski sucedió a Gerhard Schröder que se había convertido en canciller federal. Debido a que estuvo relacionado con varios escándalos en su ciudad natal de Brunswick, dimitió en 1999 y fue reemplazado por Sigmar Gabriel.
Desde 2003 hasta su elección como presidente federal en 2010 Christian Wulff fue ministro federal en Baja Sajonia. El de Osnabrück lideró una coalición dirigida por la CDU con el FDP como hizo su sucesor, David McAllister. Después de las elecciones el 20 de enero de 2013 McAllister fue rechazado.
En 2014, protagonizó la moneda conmemorativa de 2 euros de Alemania, con la iglesia de San Miguel.

#### Subdivisiones administrativas
Entre 1946 y 2004, los distritos del estado y las ciudades independientes se agruparon en ocho regiones, con diferente estatus para las dos regiones (Verwaltungsbezirke) que comprendían los anteriores estados libres de Brunswick y Oldemburgo. En 1978 las regiones se fusionaron en cuatro gobernaciones (Regierungsbezirke): desde 2004 los Bezirksregierungen (gobiernos regionales) han sido divididos de nuevo.
1946-1978:
- Gobernación de Aurich
- Región administrativa de Brunswick (Braunschweig)
- Gobernación de Hannover (Hannover)
- Gobernación de Hildesheim
- Gobernación de Lunemburgo (Lüneburg)
- Región administrativa de Oldemburgo
- Gobernación de Stade

1978-2004:
- Gobernación de Brunswick (Braunschweig)
- Gobernación de Hanover (Hannover)
- Gobernación de Lunemburgo (Lüneburg)
- Gobernación de Weser-Ems

El 1 de enero de 2005 las cuatro regiones administrativas o gobernaciones (Regierungsbezirke), en las que había estado dividida hasta entonces Baja Sajonia, se disolvieron. Eran las gobernaciones de Braunschweig, Hannover, Luneburgo y Weser-Ems.

## Organización político-administrativa
| Baja Sajonia se compone de 37 distritos rurales (Landkreise) | |
| 1. Ammerland 2. Aurich 3 Condado de Bentheim 4. Celle 5. Cloppenburg 6. Cuxhaven 7. Diepholz 8. Emsland 9. Frisia 10. Gifhorn 11. Goslar 12. Gotinga 13. Hameln-Pyrmont 14. Región Hannover 15. Harburg 16. Heide 17. Helmstedt 18. Hildesheim 19. Holzminden 20. Leer | 21. Lüchow-Dannenberg 22. Luneburgo 23. Nienburg/Weser 24. Northeim 25. Oldemburgo 26. Osnabrück 27. Osterholz 28. Peine 29. Rotemburgo 30. Schaumburg 31. Stade 32. Uelzen 33. Vechta 34. Verden 35. Wesermarsch 36. Wittmund 37. Wolfenbüttel |

## Geografía
| Ciudad        | Distrito            | Habitantes | Habitantes |
| ------------- | ------------------- | ---------- | ---------- |
| Ciudad        | Distrito            | 31/12/2000 | 30/06/2005 |
| Hannover      | Región Hannover     | 515 001    | 515 772    |
| Brunswick     | Distrito urbano     | 245 816    | 245 895    |
| Osnabrück     | Distrito urbano     | 164 101    | 164 066    |
| Oldemburgo    | Distrito urbano     | 154 832    | 162 341    |
| Gotinga       | Gotinga             | 124 132    | 121 865    |
| Wolfsburgo    | Distrito urbano     | 121 805    | 121 829    |
| Salzgitter    | Distrito urbano     | 112 302    | 108 340    |
| Hildesheim    | Hildesheim          | 103ª909    | 102 767    |
| Wilhelmshaven | Distrito urbano     | 85 287     | 83 765     |
| Delmenhorst   | Distrito urbano     | 76 644     | 76 046     |
| Luneburgo     | Luneburgo           | 67 398     | 71 532     |
| Celle         | Celle               | 72 127     | 71 402     |
| Garbsen       | Región Hannover     | 63 269     | 62 960     |
| Hamelín       | Hamelín-Pyrmont     | 58 807     | 58 789     |
| Wolfenbüttel  | Wolfenbüttel        | 54 690     | 54 537     |
| Nordhorn      | Condado de Bentheim | 51 968     | 53 026     |
| Cuxhaven      | Cuxhaven            | 53 391     | 52 384     |
| Emden         | Distrito urbano     | 50 963     | 51 719     |
| Lingen        | Emsland             | 51 684     | 51 318     |
| Langenhagen   | Región Hannover     | 49 432     | 50 613     |
| Peine         | Peine               | 49 494     | 49 885     |
| Melle         | Osnabrück           | 45 390     | 48 600     |
| Stade         | Stade               | 44 929     | 45 928     |
| Laatzen       | Región Hannover     |            | 42 260     |

El Estado Federado de Baja Sajonia tiene una superficie de 47 618 km². Precisando, limita al norte con el mar del Norte y con el estado federado de Schleswig-Holstein, además de las ciudades-estado de Hamburgo y Bremen, al noreste con Mecklemburgo-Pomerania Occidental tocando ligeramente Brandeburgo, al este con Sajonia-Anhalt, al sur con Turingia y con Hesse, al suroeste con Renania del Norte-Westfalia y al oeste con los Países Bajos. Las principales ciudades son Hannover, Brunswick, Osnabrück, Oldemburgo y Gotinga.
El monte más alto de Baja Sajonia es el Wurmberg con 971 m de altura y se encuentra ubicado en las montañas del Harz. La mayoría de las montañas de este estado se encuentran al sudoeste. La depresión más profunda del Estado se encuentra en Freepsum en Frisia oriental.

## Clima
El clima en Baja Sajonia está entre el clima templado típico de los países del oeste de Europa y el continental de los países del este. Los inviernos muestran temperaturas bajas con meses de nieve y en verano las temperaturas son suaves sin llegar a los 30 °C. La temperatura media oscila entre los 8 °C (7,5 °C en alten Land y los 8,5 °C en el distrito de Cloppenburg). Las lluvias son abundantes y se nota en la verde vegetación que rodea las poblaciones.

## Regiones
| - Altes Land - Ammerland - Braunschweiger Land - Eichsfeld - Elbe-Weser-Dreieck - Emsland - Grafschaft Bentheim - Land Hadeln - Land Wursten | - Harz - Hildesheimer Börde - Hümmling - Kehdingen - Leinebergland - Lüneburger Heide - Mittelweserregion - Oldenburger Land - Oldenburger Münsterland | - Osnabrücker Land - Ostfalia - Frisia oriental - Schaumburger Land - Solling - Südniedersachsen - Wendland - Weserbergland - Wümmeniederung |

## Economía
El mayor fabricante de automóviles de Europa, la compañía Volkswagen, que además es uno de los más importantes del mundo, tiene su sede central en la ciudad de Wolfsburgo. El Estado de Baja Sajonia tiene 20 % del grupo industrial Volkswagen.
Las dos grandes ventajas de Baja Sajonia para competir como lugar de negocios son su céntrica situación dentro del mercado europeo, especialmente tras la ampliación de la Unión Europea en 2004, y una destacada infraestructura.
En Baja Sajonia está la empresa de turismo que más clientes alemanes tiene: TUI.
La ganadería porcina tiene un lugar preeminente en este estado que ha llegado a contar con una proporción de un cerdo por cada habitante.
La industria cervecera de Baja Sajonia y Bremen forma la principal de Alemania en este sector en cuanto a volumen de exportación.

## Cultura

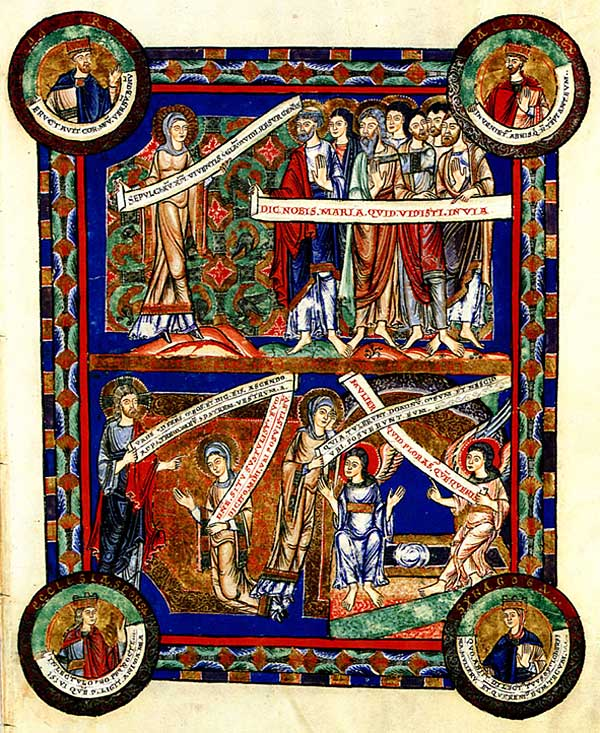
Evangeliario de Enrique el León (Evangeliar Heinrichs des Löwen).

En 1983 el Evangeliario de Enrique el León (por aquel entonces el libro más caro del mundo) pasó a ser la propiedad conjunta del Estado federal, los estados federados de Baja Sajonia y Baviera, y la Fundación del Patrimonio Cultural Prusiano, que se ocupan de su conservación.
En cuanto a la cultura popular, Klaus Meine y su célebre agrupación de hard rock los Scorpions son originarios de Baja Sajonia.
Los principales clubes de fútbol del estado son el Hannover 96, VfL Wolfsburg y Eintracht Braunschweig.

## Religión (2018)
Iglesia Evangélica en Alemania 70,6 %,
Iglesia católica 10,6 %.

## Educación
En total 43 docentes e investigadores de Baja Sajonia, en su mayoría de la Universidad de Gotinga, han sido galardonados con premios Nobel.

## Lugares de interés
Baja Sajonia ofrece diversas actividades turísticas, dependiendo de la época del año pueden realizarse unas u otras, la más importante en todas las épocas es el senderismo, el cual puede ejercitarse por el bosque de teutoburgo o por los montes del Harz o los paisajes del Lüneburger Heide En invierno se puede degustar y disfrutar en cualquier parte de Baja Sajonia las costumbres del Grünkohlessen y en verano de las típicas Schützenfest al aire libre llenas de colorido y tradición. En cualquier caso se puede celebrar la cocina de la región llena de aires festivos y de olores rurales.